# Codi polar

Gràfic de codificació utilitzat per codificar un codi polar amb una longitud de bloc N=8.

Gràfic de descodificació utilitzat per descodificar un codi polar amb una longitud de bloc N=8.

En teoria de la informació, un codi polar és un codi de correcció d'errors de bloc lineal. La construcció del codi es basa en una concatenació recursiva múltiple d'un codi de nucli curt que transforma el canal físic en canals externs virtuals. Quan el nombre d'iteraccions recersives es fa gran, els canals virtuals tendeixen a tenir una alta fiabilitat o una baixa fiabilitat (és a dir, es polaritzan o es tornen dispersos), i els bits de dades s'assignen als canals més fiables. És el primer codi amb una construcció explícita per aconseguir de manera demostrable la capacitat del canal per a canals simètrics d'entrada binària, discrets i sense memòria (B-DMC) amb dependència polinomial de la bretxa de capacitat. En particular, els codis polars tenen una complexitat de codificació i descodificació modesta O(n log n), la qual cosa els fa atractius per a moltes aplicacions. A més, la complexitat energètica de codificació i descodificació dels codis polars generalitzats pot assolir els límits inferiors fonamentals per al consum d'energia dels circuits bidimensionals dins d'un factor O(nε polilog n) per a qualsevol ε > 0.
El novembre de 2016, 3GPP va acordar adoptar codis polars per als canals de control eMBB (Enhanced Mobile Broadband) per a la interfície 5G NR (New Radio). En la mateixa reunió, 3GPP va acordar utilitzar LDPC per al canal de dades corresponent.